# ГЕС Піоттіно
ГЕС Піоттіно (Лаворго) — гідроелектростанція на південному сході Швейцарії, у верхній течії річки Тічино (ліва притока По).
Станція Піоттіно знаходиться нижче по течії від ГЕС Сталведро (Піотта), вже після якої вода за допомогою спорудженої на Тічино греблі може відводитись до нижнього балансувального резервуара ще одного гідроенергетичного об'єкта — ГЕС Tremorgio, який працює на воді з однойменного озера, розташованого на горі над долиною Тічино. Накопичений таким чином в резервуарі об'ємом 130 тис. м3 ресурс спрямовується по дериваційному тунелю довжиною 10 км до ГЕС Піоттіно, при цьому створюється напір у 341 метр. На своєму шляху через гірський масив правобережжя тунель також приймає воду зі струмків Foch, Piumogna та Gribbiasca.
Машинний зал станції Піоттіно обладнано трьома турбінами типу Френсіс загальною потужністю 67 МВт, які забезпечують виробництво 310 млн кВт·год електроенергії на рік. Перші дві турбіни встановили ще у 1930-х роках, останню — в 1957-му.
Відпрацьована вода спрямовується на нижній ступінь каскаду ГЕС Nuova Biaschina.